# Guanarito
Guanarito is een gemeente in de Venezolaanse staat Portuguesa. De gemeente telt 42.000 inwoners. De hoofdplaats is Guanarito.